# 43e régiment de transmissions
Pour les articles homonymes, voir 43e régiment.
Le 43e régiment de transmissions est un régiment de l'Armée de terre française. Le 31 mai 2012, il est devenu le centre national de soutien opérationnel (CNSO).

## Missions
Le centre national de soutien opérationnel est l'organisme central de soutien logistique des systèmes d’information et de communication du ministère des Armées. Il est fonctionnellement et organiquement sous les ordres de la direction interarmées des réseaux d'infrastructure et des systèmes d'information (DIRISI). Il est aussi chargé du soutien local de la garnison d’Orléans intra-muros pour les unités de l’Armée de terre.

## Création et différentes dénominations
- 1921 : 43e bataillon de sapeurs-télégraphistes
- 1966 : 43e régiment de transmissions
- 2002 : 43e bataillon de transmissions
- 2012 : centre national de soutien opérationnel - 43e régiment de transmissions

## Historique des garnisons, combats et batailles
Le 43e bataillon de sapeurs-télégraphistes est créé au Liban en 1921. Jusqu’en 1928, il construit et exploite les réseaux téléphoniques dans les zones administrées par la France.
Le 43e régiment de transmissions est créé à Nancy en 1966 au sein du 1er corps d'armée et hérite des traditions du 43e bataillon de sapeurs-télégraphistes.
Le régiment est transféré à Montigny-lès-Metz en 1977 et devient un régiment des forces du territoire
En 1989, le 43e régiment de transmissions est le régiment de transmissions de la 6e région militaire / zone de défense Est. Il comporte plusieurs compagnies et détachements dans l’Est de la France :
- état-major à Montigny-lès-Metz ;
- 1re compagnie de centre de transmissions à Dijon ;
- 2e compagnie de centre principal à Metz ;
- 3e compagnie de transmissions d'infrastructure à Haguenau ;
- 4e compagnie d’infrastructure à Bitche ;
- 8e compagnie de transmissions à Mutzig ;
- centres de transmissions à Belfort, Besançon, Bitche, Chaumont, Châlons-sur-Marne, Colmar, Dijon, Épinal, Haguenau, Lunéville, Le Valdahon, Mailly le Camp, Mourmelon, Mulhouse, Nancy, Strasbourg et Suippes[3].

Le 43e régiment de transmissions est dissous le 30 juin 2002. Le 43e bataillon de transmissions est créé le lendemain à Orléans et hérite de ses traditions et de son drapeau. Il a également succédé au centre national de soutien spécialisé des transmissions (CNSST), créé en 1994 par le regroupement des centres de soutien spécialisés des transmissions n°1, 2 et 3. 
Le 43e bataillon de transmissions change de nom le 31 mai 2012 pour devenir le centre national de soutien opérationnel (CNSO). Il est rattaché à la Direction interarmées des réseaux d'infrastructure et des systèmes d'information.
Le régiment célèbre son centenaire en 2021.
En 2024, la DIRISI —  représentée par 88 militaires de différentes unités dont le CNSO/43e RT — participe pour la première fois au défilé militaire du 14 juillet.

## Implantation
Le 43e régiment de transmissions est implanté dans un quartier chargé d'histoire, au cœur de la ville d'Orléans. Le quartier Bellecombe, du nom du lieutenant-colonel Greyfie de Bellecombe, héros de la Résistance, était à l'origine un parc d'Artillerie, dans lequel le lieutenant-colonel Dreyfus a terminé sa carrière militaire. Le quartier Sonis, du nom du général Louis-Gaston de Sonis de l'Armée de La Loire pendant la guerre de 1870, a précédemment été occupé par le 28e régiment de transmissions et le 2e régiment de hussards.

## Drapeau

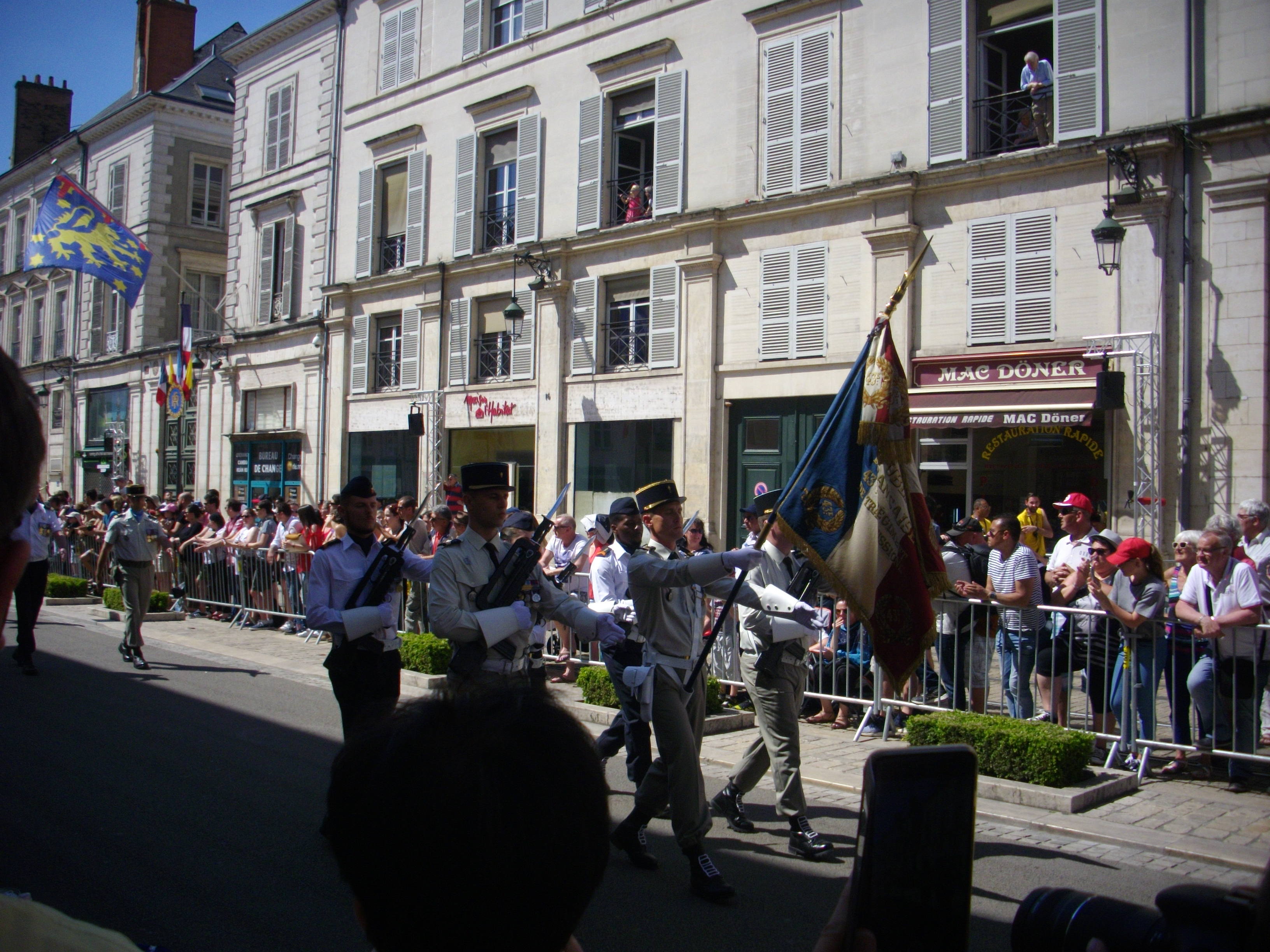
Lors des fêtes Jeanne d'Arc, Orléans en 2018.

Il porte, cousues en lettres d'or dans ses plis, les inscriptions suivantes :
- Levant 1925-1926

## Sources et bibliographies

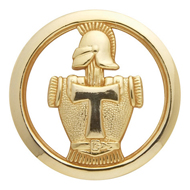
Insigne de béret des transmissions

## Devise
"Soutenir sans faillir".